# Zachaenus carvalhoi
Espèce
Statut de conservation UICN

 DD  : Données insuffisantes
Zachaenus carvalhoi est une espèce d'amphibiens de la famille des Cycloramphidae.

## Répartition et habitat
Cette espèce est endémique du Sud-Est au Brésil. Elle se rencontre à Santa Teresa, Ibitirama et Cariacica dans l'État d'Espirito Santo et à Pedra Dourada dans le Minas Gerais entre 630 et 1 135 m d'altitude.
C'est une espèce terrestre qui vit dans la litière de feuille de la forêt tropicale humide. 

## Étymologie
Cette espèce est nommée en l'honneur d'Antenor Leitão de Carvalho.

## Publication originale
- Izecksohn, 1983 "1982" : Uma nova espécie de Zachaenus Cope, do Estado do Espirito Santo, Brasil (Amphibia, Anura, Leptodactylidae). Arquivos da Universidade Federal Rural do Rio de Janeiro, vol. 5, no 1, p. 7-11.